# Пацай, Сергей Николаевич
Сергей Николаевич Пацай (род. 14 декабря 1967, Алма-Ата, Казахская ССР, СССР) — советский и казахстанский футболист, тренер и спортивный агент. Первый уроженец Казахстана в высшем дивизионе Венгрии.

## Карьера игрока
Пацай родился в Алма-Ате, отец — украинец, мать — русская. Заниматься футболом начал в шесть лет в «Енбеке» у Юрия Мусина, позже играл в «Спутнике» у Виктора Новоторжина. Затем он перешёл к АДК, где оставался до восьмого класса. Помимо футбола пробовал свои силы в хоккее (выступал за городскую сборную), плавании, боксе, но остановился на футболе. В молодёжных клубах играл в нападении, так как любил забивать голы. В 1984 году окончил Казахский республиканский спортинтернат. В том же году начал выступать во взрослом футболе.
Первым клубом Пацая стал СКИФ из Второй лиги чемпионата СССР, затем играл за джамбульский «Химик» Курбана Бердыева. После этого проходил службу в советской армии. В 1988 году выступал за дубль «Кайрата», в первую команду не прошёл, так как не выдержал конкуренции с Евстафием Пехлеваниди, Виктором Карачуном и Юрием Найдовским, к тому же тренер Леонид Остроушко не доверял молодым игрокам. Потом в 1990 году перешёл во фрунзенскую «Алгу», в 1991 году выступал за ферганский «Нефтяник» в Первой лиге, а после распада СССР провёл четыре матча в чемпионате Казахстана за «Шахтёр». Затем Пацай выступал за луганскую «Зарю» в чемпионате Украины, вместе с ним поехал Александр Мартыненко, товарищ Пацая по «Нефтянику».
В «Зарю» Сергей перешёл с условием, что ему помогут продолжить карьеру в Европе, и уже в следующем сезоне агент венгерской «Ньиредьхазы» Тибор Попович организовал его трансфер. В клуб с ним приехали Михаил Мархель из «Динамо Минск», вратарь Игорь Андреев из «Днепра» и Борис Деркач из «Динамо Киев», также там уже играл Александр Малышенко. Сыграв только четыре матча за команду, он перешёл в «Алкалоиду», затем были «Хайдунанаш» и «Казинцбарцика».
В 1995 году Пацай вернулся в Казахстан, где играл за «Цесну» и «Кайрат». В июле 1996 года он сыграл два матча за сборную Казахстана: против Катара и Сирии соответственно, в обоих матчах Пацая заменяли в середине второго тайма, и оба матча его команда выиграла. В 1997 году он вернулся в «Шахтёр», футболист долго не мог забить за карагандинский клуб, к тому же у него забеременела жена, поэтому он вернулся в Венгрию, так и не доиграв сезон. Завершил карьеру Пацай в 2001 году в клубе «Захонь».

## Тренерская и агентская деятельность
После ухода со спорта Пацай начал заниматься агентской деятельностью — сначала в агентстве TOP-4-TOP, а затем основал своё — Вalltrade.hu. В 2004 году получил тренерскую лицензию категории В и тогда же начал работать в футбольной академии «Божик». На протяжении пяти лет работал с мальчиками 1994 года рождения, среди его воспитанников капитан молодёжной сборной Венгрии Петер Сильваши. Но с 2010 года снова сосредоточился на агентской деятельности.
С марта 2015 года работает в команде «Балмазуйварош», выступающей во второй лиге Венгрии (20 команд). В тренерский штаб Пацая пригласил его друг Тамаш Фечко. Команда шла в зоне вылета, но из последних 11 матчей сезона выиграла шесть и избежала понижения, а в следующем сезоне заняла уже пятое место. В сезоне 2016/2017 его клуб, набрав 73 очка в 38 играх, занял второе место (первое — «Академия Пушкаша») и завоевал право выступить на следующий сезон в высшей лиге Венгерского национального чемпионата по футболу.
В 2017 году присоединился к тренерскому штабу МТК. В 2021 году возглавил свой бывший клуб «Ньиредьхаза».

## Личная жизнь
Пацай женат на венгерке, сам также получил венгерское гражданство. У пары трое дочерей: 1996, 1997 и 2000 годов рождения.